# Germain Sommeiller
Germain Sommeiller (Saint-Jeoire-en-Faucigny, 15 febbraio 1815 – Saint-Jeoire-en-Faucigny, 11 luglio 1871) è stato un ingegnere italiano, noto per aver progettato e diretto i lavori per la costruzione del Traforo ferroviario del Frejus lungo oltre 12 km fra Francia e Italia, la prima galleria di grandi dimensioni attraverso una montagna.

## Biografia
Nato in Savoia, quando ancora apparteneva al Regno di Sardegna, primogenito di cinque figli, rimase orfano di padre all'età di tredici anni e quattro anni dopo perse anche la madre. Grazie ai nonni materni poté iscriversi al Collège chappuisien di Annecy all'età di 18 anni. Ottenuta una borsa di studio, si iscrisse nel 1837 all'Università di Torino, dove si laureò in ingegneria idraulica nel 1841.
Divenne ingegnere civile del Regno di Sardegna presso il dipartimento dei trasporti pubblici nel 1843 e nel 1845 entrò nel Real Corpo del Genio Civile, Direzione dei Trasporti. Ebbe dunque un ruolo importante nella realizzazione dei primi fra i piani ferroviari decisi dal governo piemontese. 
Fra il 1846 e il 1850 si formò presso la società Cockerill di Seraing (Liegi), in Belgio, dove incontrò Sebastiano Grandis, e nei pressi di Londra. Nominato ingegnere di 1ª classe del Real Corpo del Genio civile nel 1850, assunse nel medesimo anno la conduzione delle officine di tutte le strade ferrate del Regno di Sardegna e tornò ancora in Inghilterra nel 1851.
Nel 1853, insieme a Sebastiano Grandis e a Severino Grattoni, chiese il brevetto su un sistema di propulsione idropneumatica. Nello stesso anno si candidò al parlamento, ottenne i voti per l'elezione ma non ebbe il seggio per una clausola della legge elettorale. Ci riuscì tuttavia nell'anno successivo. Politicamente fu vicino a Cavour; non venne confermato al parlamento nel 1857, ma vi rientrò nel 1860, dopo aver optato per la cittadinanza sarda (divenuta poi italiana nel 1861) quando la Savoia, con il plebiscito del 22 e 23 aprile di quell'anno, passò alla Francia.

## Il traforo del Frejus
Tra il 1857 ed il 1871 Sommeiller compì l'opera che gli diede maggior fama; fu nominato responsabile del progetto e dei lavori per la costruzione del traforo del Frejus, tra Bardonecchia e Modane, per una lunghezza totale di 12 km, di cui curò il progetto e diresse i lavori insieme a Sebastiano Grandis e Severino Grattoni, gli stessi con i quali aveva brevettato la perforatrice pneumatica. Tale attrezzo, di fatto, permise la realizzazione dello scavo del tunnel, in base all'invenzione di Giovanni Battista Piatti, con il quale si sviluppò un lungo contenzioso.
Grazie ad essa, gli operai dalla Francia e dall'Italia si incontrarono sotto 1.600 metri di roccia il 25 dicembre 1870, alle ore 16:25. Il costo della galleria, - 70 milioni di lire - fu, tutto sommato, modesto rispetto ai costi di costruzione e soprattutto di gestione di una linea ferroviaria sulle montagne. L'accesso alla galleria era a circa 1.300 m d'altezza. Purtroppo Sommeiller vide la fine dei lavori, ma non poté partecipare all'inaugurazione ufficiale, che avvenne quasi tre mesi dopo la sua morte.
La profonda trasformazione dei trasporti tra Italia e Francia fece decidere alla Svizzera di bucare le Alpi per permettere comunicazioni rapide tra l'Italia, la Germania e la Francia. La storia si ripeté con le gallerie del San Gottardo, dell'Arlberg e del Sempione, che vennero aperte nei decenni successivi.

## Toponomastica e monumenti

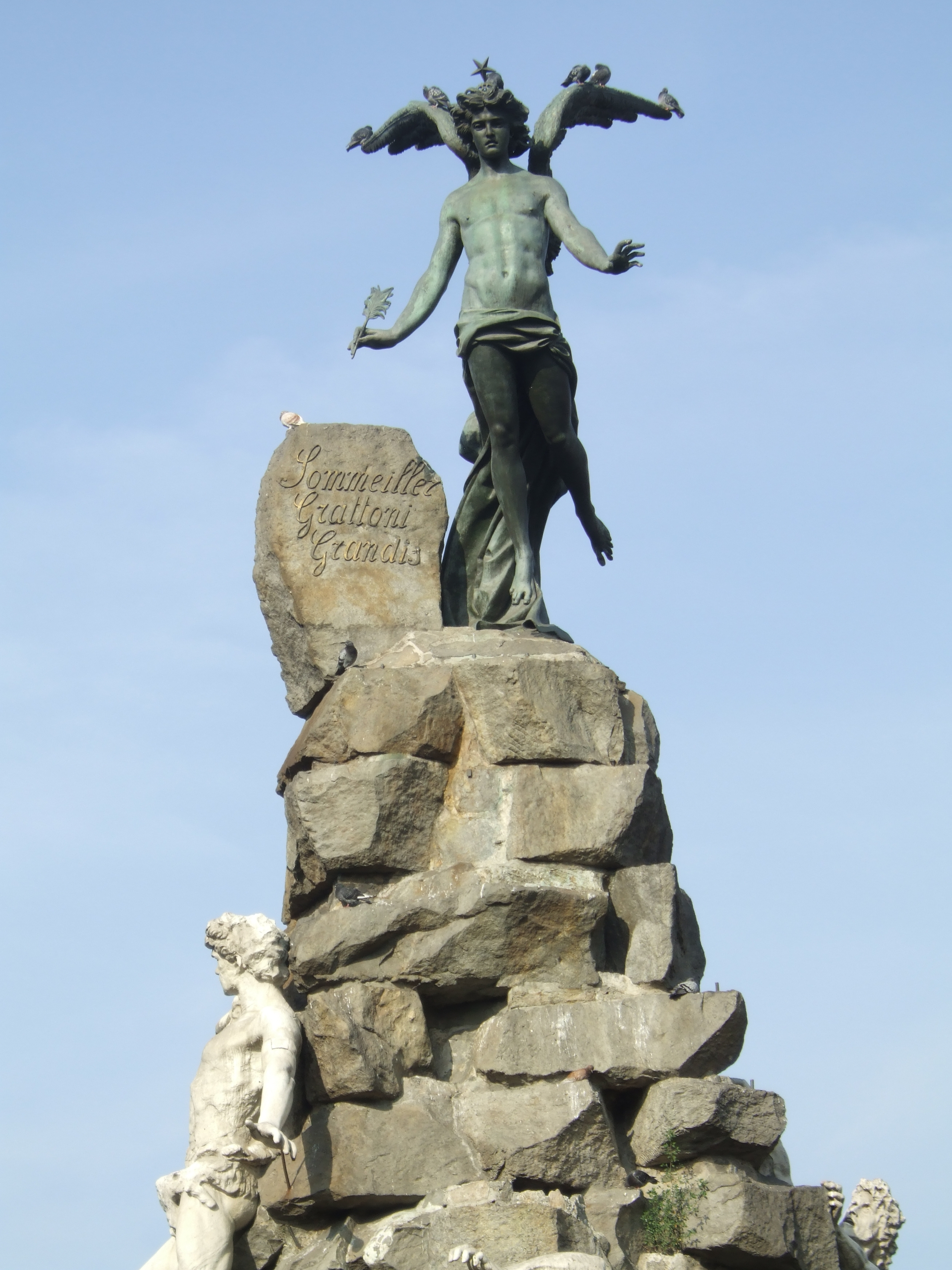
Particolare del monumento ai realizzatori del traforo ferroviario del Frejus in piazza Statuto a Torino: il Genio della Scienza incide i nomi dei tre ingegneri Sommeiller, Grattoni e Grandis)

- Bardonecchia: una cima (3.333 m. s.l.m.) sopra il vallone di Rochemolles, che sovrasta un ghiacciaio oggi quasi del tutto estinto, già denominata Monte Balme oppure Rognosa di Galambra, porta ora il nome di Punta Sommeiller[2], così come una via del paese.
- Torino: la città ha dedicato a tutti coloro che hanno lavorato all'opera del traforo del Frejus un monumento commemorativo al centro di piazza Statuto, inaugurato nel 1890 e alla cui sommità sono esposti i cognomi dei tre ingegneri, tra i quali appunto il Sommeiller. Inoltre a Germano Sommeiller ha intitolato un corso. A Sommeiller è stato anche dedicato l'Istituto Tecnico Commerciale Sommeiller, che ha sede a fianco del Politecnico di Torino.
- Roma: la capitale ha dedicato una traversa di via di Santa Croce in Gerusalemme a Germano Sommeiller. Va notato che la traversa precedente è dedicata a Sebastiano Grandis e la successiva a Severino Grattoni perché facenti parte della viabilità del complesso residenziale della Societa' Cooperativa Ferrovieri Per Case Economiche In Santa Croce edificato in stile liberty nel 1903. Non a caso, avendoci abitato, nello stesso comprensorio, si trova una via, con tanto di targa in suo onore, dedicata al ferroviere, ciclista ed eroe di guerra Enrico Toti.
- Annecy: la città francese ha dedicato una via, un liceo ed un busto bronzeo a Germain Sommeiller.
- Saint-Jeoire-en-Faucigny, città ove nacque e morì il Sommeiller, ha dedicato al suo illustre concittadino, già nel 1881, una statua in bronzo, opera dello scultore francese Joseph-Hugues Fabisch.
- Modane: alla stazione ferroviaria è posto un mezzo busto bronzeo del Sommeiller.

## Onorificenze
- Commendatore dell'Ordine dei Santi Maurizio e Lazzaro
- Cavaliere di Gran Croce dell'Ordine dei Santi Maurizio e Lazzaro (1870)